# 쌍둥이네
《쌍둥이네》는 한국방송공사에서 2001년 4월 30일부터 2001년 11월 2일까지 방영된 쌍둥이네 가족들의 좌충우돌 펼쳐지는 가족 시트콤인데 한 채널에서 2개의 일일시트콤을 방영(해당 프로그램, 2001년 4월 30일부터 출연진과 시간대를 변경하여 새 단장한 멋진 친구들 Ⅱ)했다는 지적이 일자 KBS는 2001년 가을 개편 때 해당 프로그램과 《멋진 친구들 Ⅱ》 이 두 일일시트콤을 폐지시켰으며 KBS는 그 이후 일일시트콤을 중복 편성하지 않았다.

## 등장 인물
- 오지명
- 강부자
- 김형일
- 안정훈(중도투입)
- 윤기원
- 박형준
- 고두옥
- 지수원(중도투입)
- 양정아(중도투입)
- 김윤희(중도투입)
- 한공주(중도투입)
- 도영
- 김시원
- 정민
- 성현아
- 박민호
- 이현경
- 김은정
- 이화선
- 공유
- 어현규
- 김기현
- 성동일

### 특별출연
- 최은석

## 참고 사항
- 당초 주현이 주인공으로 낙점됐으나 KBS 1TV 일일극 《우리가 남인가요》에 출연중이란 이유로 방송되기 10일 전에야 출연을 취소하자 오지명이 대타로 들어갔다.[2]
- 이 과정에서 제목도 《헬로우 오 변호사》 대신 《쌍둥이네》로 바뀌었으며 대사도 안 되는 쌍둥이가 주인공이 되었다.
- 동시간대 SBS 일일시트콤 《웬만해선 그들을 막을 수 없다》의 흥행으로 인해 한자릿수 시청률에 머물자[2] 2001년 7월 16일부터 안정훈, 양정아, 지수원, 김윤희, 한공주 등을 중간 투입시켰으나[3] 기대 이하의 성적에 그쳤다.